# Художественная галерея Олбрайт-Нокс
Художественная галерея Олбрайт-Нокс (англ. Albright–Knox Art Gallery) — художественный музей в городе Буффало в штате Нью-Йорк, в котором представлена обширная коллекция произведения импрессионистов, постимпрессионистов и представителей современного искусства.

## История
Родительской организацией Художественной галереи Олбрайт-Нокс является Академия изобразительного искусства Буффало, основанная в 1862 году. Это одно из самых старых учреждений общественного искусства в Соединенных Штатах. 15 января 1900 года предприниматель и филантроп из Буффало Джон Дж. Олбрайт, состоятельный промышленник, пожертвовал средства в Академию на начало строительства художественной галереи. Здание было разработано выдающимся местным архитектором Эдвардом Бродхедом Грином. Первоначально оно было предназначено для использования в качестве павильона изобразительного искусства для Панамериканской выставки в 1901 году, но задержки в его строительстве привели к тому, что оно остался незавершенным до 1905 года. Когда здание наконец открыло свои двери 31 мая 1905 года, оно получило название Олбрайтской художественной галереи.
Клифтон Холл, третье здание на музейном кампусе, было построено в 1920 году в качестве Общества естественных наук Буффало.  
В 1962 году было сделано новое дополнение к экспозиции галереи, путем вклада Сеймана Х. Нокса, Младшего и его семьи и многих других доноров. В это время музей был переименован в арт-галерею Олбрайт-Нокс. Арт-галерея Олбрайт-Нокс зарегистрирована в Национальном реестре исторических мест.
Музей впервые начал обсуждать возможное расширение в 2001 году. В 2012 году Совет поручил архитектурной фирме Snøhetta создание главного плана. В 2014 году совет директоров проголосовал за расширение музея, а в июне 2016 года музей объявил о выборе Office for Metropolitan Architecture в качестве архитектора для проекта. 

## Выставки
В 1978 году выставка Ричарда Дибенкорна была выбрана для представления Соединенных Штатов на 28-й Венецианской биеннале. В 1988 году музей снова выиграл конкурс, на организацию выставки, представляющей Соединенные Штаты в Венеции.

## Коллекция
Художественная галерея Олбрайт-Нокс уже давно работает не собирая картины художников, но, пытаясь приобрести ключевые работы. Коллекция галереи включает в себя несколько частей, охватывающих искусство на протяжении веков. Импрессионистские и постимпрессионистские стили можно найти в работах художников девятнадцатого века, таких как Поль Гоген и Винсент ван Гог. Революционные стили начала двадцатого века, такие как кубизм, сюрреализм, конструктивизм представлены в работах таких художников, как Пабло Пикассо, Жоржа Брак, Метценже Жан, Глез Альбер, Анри Матисс, Андре Дерен, Жоан Миро, Пит Мондриан и Александр Родченко. Фрида Кало представлена Автопортретом с обезьяной.
Более современные произведения, представляющие стили абстрактного экспрессионизма, поп-арта и искусства с 1970-х годов до конца века, можно найти в лице художников, таких как Аршил Горки, Джексон Поллок, Клиффорд Стилл и Энди Уорхол. Кроме того, галерея также богата различными произведениями послевоенного американского и европейского искусства; их современная коллекция включает в себя работы художников Кики Смит, Георг Базелиц, Джон Коннелл и Пер Киркебю.

Текущее выставочное пространство Олбрайт-Нокс может вместить только 200 работ — всего лишь 3% от его коллекции.

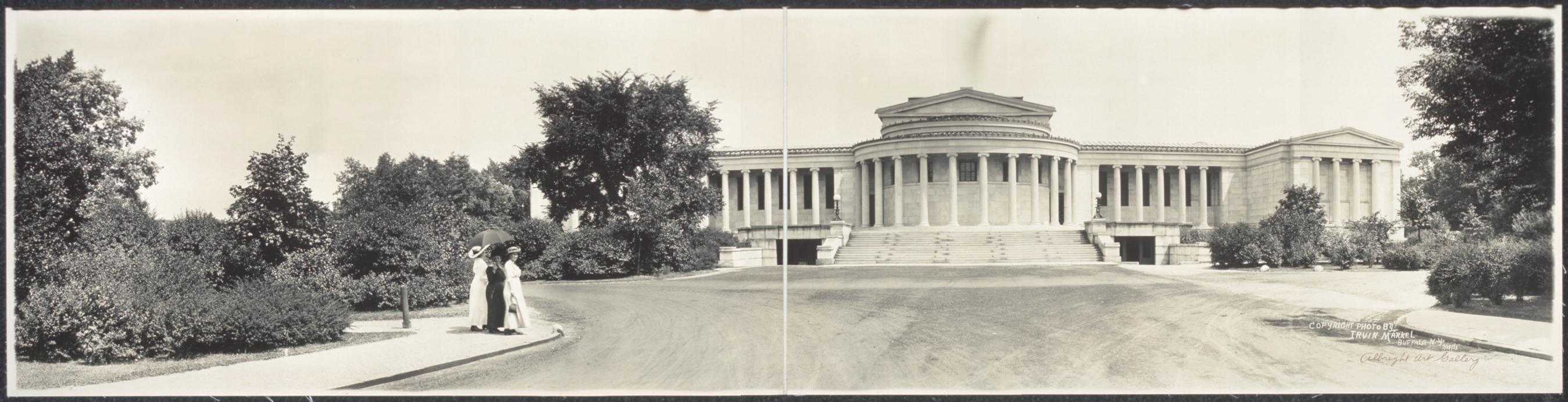
Галерея в 1913 году

## Основные произведения

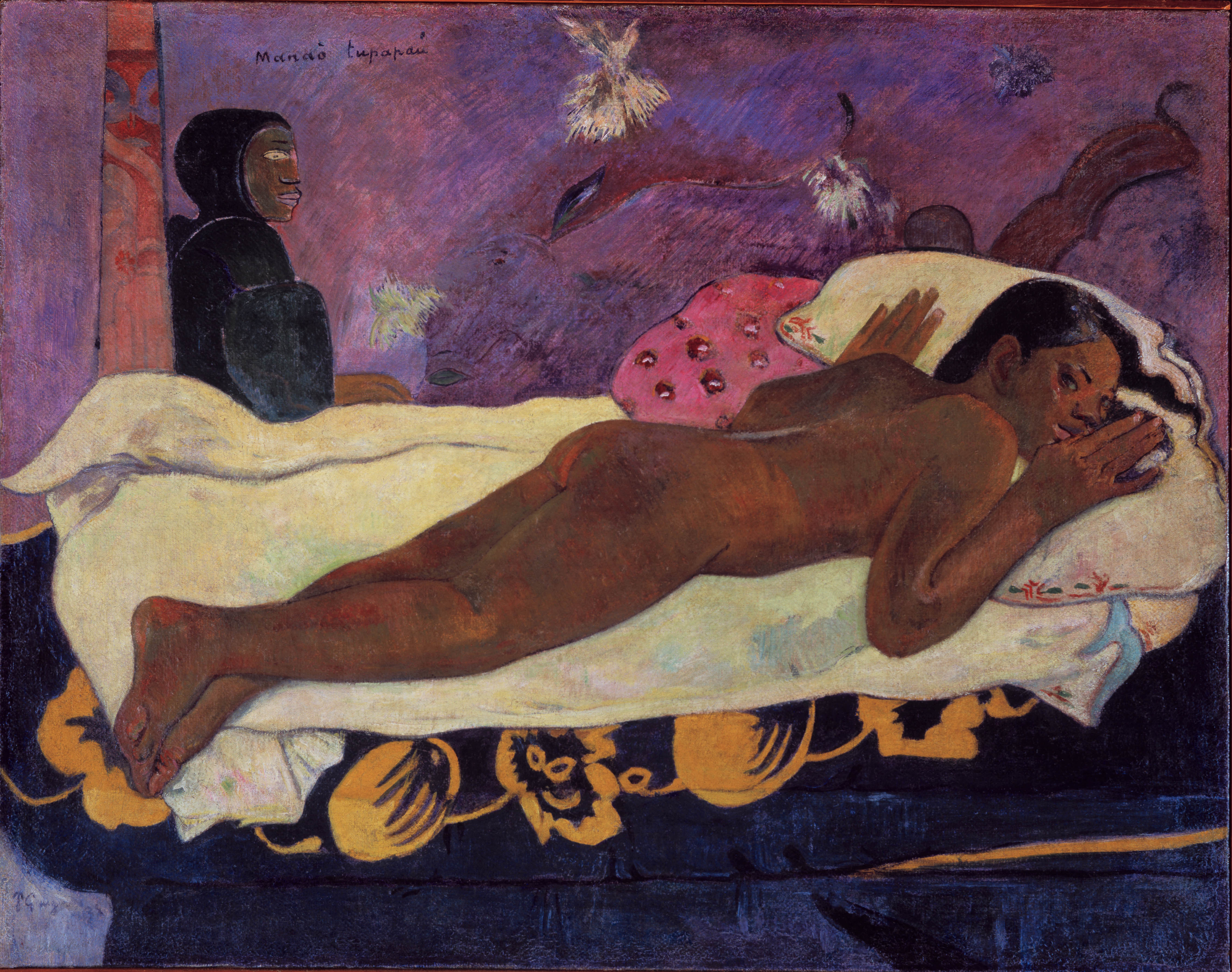
Поль Гоген «Дух мёртвых не дремлет»
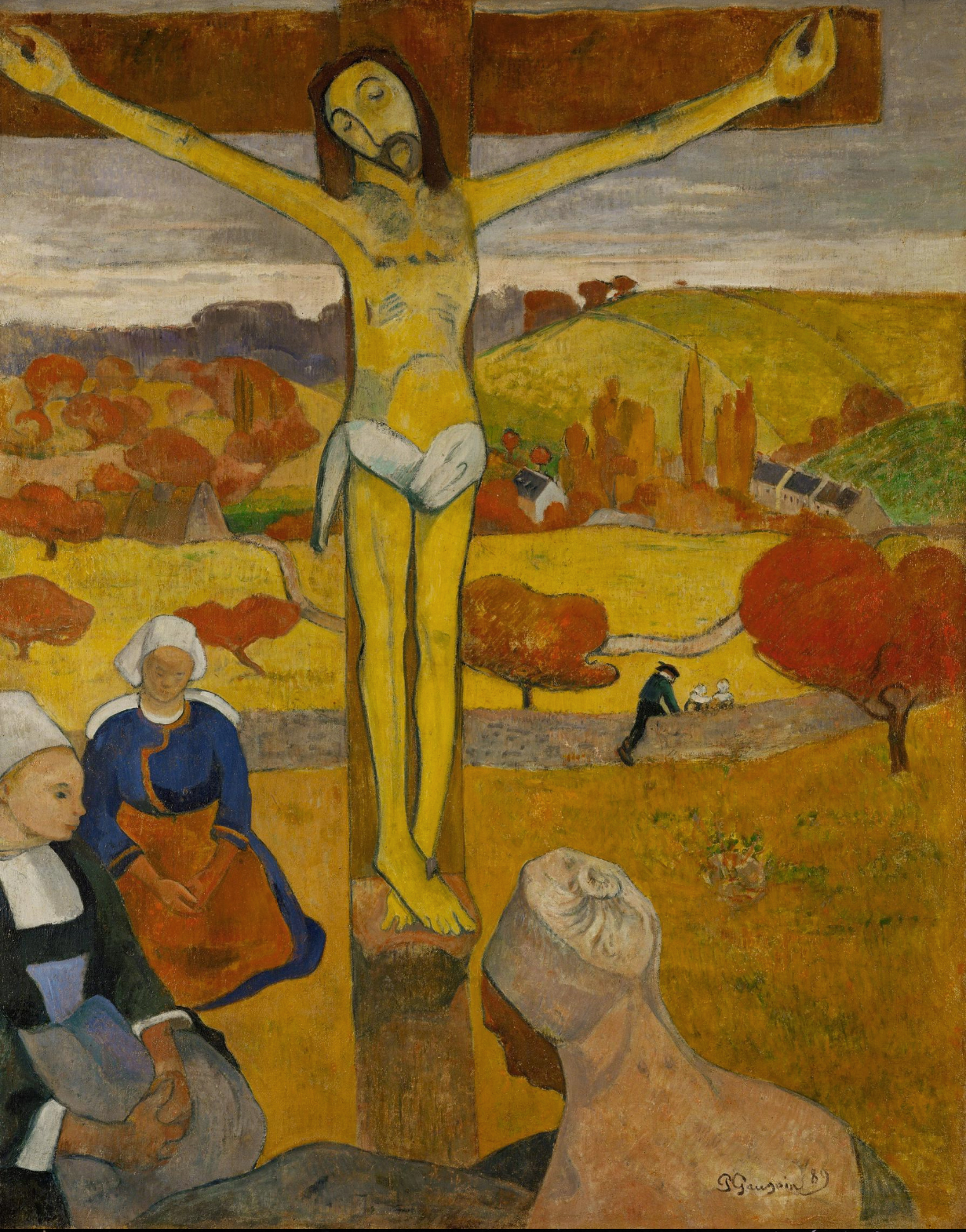
Поль Гоген «Жёлтый Христос»